# برودکام
برودکام کورپوریشن (به انگلیسی: Broadcom Corporation) شرکت طراحی نیمه‌رسانا در حوزه ارتباطات بی‌سیم و باند وسیع است. دفتر مرکزی این شرکت در ارواین، کالیفرنیا قرار دارد. در سال ۱۹۹۵ از وست‌وود به ارواین نقل مکان کرد. شرکت در سال ۱۹۹۸ در بازار بورس نزدک به سهامی عام (BRCM) تبدیل شد و هم‌اکنون در بیش از ۱۵ کشور مختلف، ۱۱۳۰۰ کارمند دارد.
برودکام از دیدگاه درآمد، جزو ۱۰ شرکت بزرگ فروشنده نیمه‌رسانا گارتنر قرار دارد. در سال ۲۰۱۲، درآمد این کورپوریشن بالغ بر ۸ میلیارد دلار آمریکا بود. برودکام با صعود ۱۷ پله‌ای در فهرست فرچون ۵۰۰ از رتبه ۳۴۴ در سال ۲۰۱۲، در رتبه ۳۲۷ در سال ۲۰۱۳ قرار گرفت.